# Gary Yeo
Yeo Foo Ee, detto Gary (杨富益S, Yáng FùyìP; Singapore, 30 agosto 1986), è un ex velocista singaporiano.

## Biografia
Yeo ha preso parte a numerose competizioni a livello continentale e regionale, succedendo specialmente nei Giochi del Sud-est asiatico a livello individuale o in staffetta. Nel corso della sua carriera a livello mondiale, Yeo ha preso parte nel 2012 ai Giochi olimpici di Londra 2012, superando il turno preliminare ma fermandosi in batteria.
Terminata la sua carriera atletica nel 2015, è diventato aviatore.

## Palmarès
| Anno | Manifestazione              | Sede        | Evento      | Risultato        | Prestazione | Note |
| ---- | --------------------------- | ----------- | ----------- | ---------------- | ----------- | ---- |
| 2007 | Campionati asiatici         | Amman       | 4×100 m     | 7º               | 41"15       |      |
| 2009 | Campionati asiatici         | Canton      | 4×100 m     | Batteria         | dnf         |      |
| 2009 | Giochi del Sud-est asiatico | Vientiane   | 4×100 m     | Argento          | 39"82       |      |
| 2010 | Giochi del Commonwealth     | Nuova Delhi | 100 m piani | Quarti di finale | 10"75       |      |
| 2010 | Giochi del Commonwealth     | Nuova Delhi | 4×100 m     | Batteria         | 40"14       |      |
| 2010 | Giochi asiatici             | Canton      | 200 m piani | Batteria         | 22"29       |      |
| 2010 | Giochi asiatici             | Canton      | 4×100 m     | Batteria         | dnf         |      |
| 2011 | Campionati asiatici         | Kōbe        | 4×100 m     | 7º               | 40"24       |      |
| 2011 | Universiadi                 | Shenzen     | 200 m piani | Quarti di finale | 21"91       |      |
| 2011 | Universiadi                 | Shenzen     | 4×100 m     | 4º               | 40"44       |      |
| 2011 | Mondiali                    | Taegu       | 100 m piani | Batteria         | 10"85       |      |
| 2011 | Giochi del Sud-est asiatico | Palembang   | 200 m piani | Argento          | 10"46       |      |
| 2011 | Giochi del Sud-est asiatico | Palembang   | 4×100 m     | Argento          | 39"91       |      |
| 2012 | Campionati asiatici indoor  | Hangzhou    | 60 m piani  | 4º               | 6"87        |      |
| 2012 | Mondiali indoor             | Istanbul    | 60 m piani  | Semifinale       | 6"93        |      |
| 2012 | Giochi olimpici             | Londra      | 100 m piani | Batteria         | 10"69       |      |
| 2013 | Asiatici                    | Pune        | 4x100 m     | Batteria         | dnf         |      |
| 2013 | Giochi del Sud-est asiatico | Naypyidaw   | 100 m piani | 5º               | 10"70       |      |
| 2014 | Giochi del Commonwealth     | Glasgow     | 100 m piani | Batteria         | 10"82       |      |
| 2014 | Giochi asiatici             | Incheon     | 4×100 m     | 6º               | 39"47       |      |
| 2015 | Giochi del Sud-est asiatico | Singapore   | 4×100 m     | Argento          | 39"24       |      |